# Michal Pohl
Michal Pohl (* 3. Oktober 1990) ist ein tschechischer Grasskiläufer. Er startet seit 2007 im Weltcup und bei Weltmeisterschaften.

## Karriere
Michal Pohl fuhr seine ersten FIS-Rennen im Juni 2005. Bei der Juniorenweltmeisterschaft im Juli desselben Jahres war sein einziges Resultat der 37. und zugleich letzte Rang im Super-G. Im nächsten Jahr kam er bei der Junioren-WM 2006 wieder nur im Super-G ins Ziel, dieses Mal als Vorletzter auf Platz 38. Auch in den FIS-Rennen hatte Pohl vorerst keinen Erfolg, in seinen ersten beiden Saisonen kam er nie unter die besten 30. Im Weltcup debütierte der Tscheche am 11. August 2007 im Riesenslalom von Čenkovice, er qualifizierte sich dabei aber nicht für den zweiten Durchgang. Im September 2007 nahm er erstmals an einer Weltmeisterschaft in der Allgemeinen Klasse teil, erreichte dabei aber nur Platzierungen im Schlussfeld. Bei der Junioren-WM startete er in diesem Jahr nicht.
Seine ersten Weltcuppunkte gewann Michal Pohl am 5. Juli 2008 mit dem 22. Platz im Riesenslalom von Čenkovice und am nächsten Tag erreichte er Platz 15 im Slalom. Mit diesen beiden Resultaten kam er in der Saison 2008 auf den 38. Gesamtrang. Bei der Juniorenweltmeisterschaft 2008 in Rieden war sein bestes Resultat der 13. Platz im Slalom. Im Riesenslalom fuhr er auf Platz 20 und im Super-G auf Rang 21. In der Saison 2009 ging der Tscheche erstmals regelmäßiger im Weltcup an den Start und fuhr sieben von zehn Rennen, kam allerdings nur zweimal ins Ziel. Er belegte Platz 22 in der Super-Kombination von Wilhelmsburg und Platz 17 im Super-G von Marbachegg, womit er in der Gesamtwertung auf Rang 43 kam. Bei der Juniorenweltmeisterschaft 2009 in Horní Lhota u Ostravy erreichte er den neunten Platz in der Super-Kombination, Platz elf im Slalom und Rang 16 im Super-G. Bei der Weltmeisterschaft 2009 in Rettenbach wurde er 25. in der Super-Kombination, 29. im Riesenslalom und 40. im Super-G.
In der Saison 2010 konnte sich Michal Pohl deutlich steigern. Er nahm an allen elf Weltcuprennen teil und fiel nur einmal aus. Er erreichte insgesamt sechsmal eine Platzierung unter den schnellsten 15 und fuhr zu Saisonende mit Platz neun im Slalom von Sestriere erstmals in die Top 10. Mit diesen Leistungen machte Pohl im Gesamtweltcup einen weiten Sprung nach vorne und erreichte punktegleich mit dem Iraner Hossein Kalhor (1984) den 13. Platz. Bei der Juniorenweltmeisterschaft 2010 in Dizin verfehlte er mit Platz vier im Super-G und im Riesenslalom zweimal nur knapp die Medaillenränge. Zudem wurde er Sechster in der Super-Kombination und Siebenter im Slalom. Sein bisher bestes Weltcupresultat erreichte Pohl am 7. August 2011 mit Platz sieben im Slalom von Předklášteří. Sonst kam er in der Saison 2011 aber nur ein weiteres Mal unter die schnellsten 15, weshalb er auf Rang 27 im Gesamtweltcup zurückfiel. Bei der Weltmeisterschaft 2011 in Goldingen erreichte er als bestes Resultat den siebten Platz im Slalom. In den anderen Wettbewerben platzierte er sich um Rang 20. In der Saison 2012 nahm Pohl an sechs der zwölf Weltcuprennen teil. Dabei erzielte er Platzierungen um Rang 20, womit er 34. im Gesamtweltcup wurde.

## Erfolge

### Weltmeisterschaften
- Olešnice v Orlických horách 2007: 43. Riesenslalom, 50. Super-Kombination, 52. Super-G
- Rettenbach 2009: 25. Super-Kombination, 29. Riesenslalom, 40. Super-G
- Goldingen 2011: 7. Slalom, 18. Super-Kombination, 19. Riesenslalom, 22. Super-G

### Juniorenweltmeisterschaften
- Nové Město na Moravě 2005: 37. Super-G
- Horní Lhota u Ostravy 2006: 38. Super-G
- Rieden 2008: 13. Slalom, 20. Riesenslalom, 21. Super-G
- Horní Lhota u Ostravy 2009: 9. Super-Kombination, 11. Slalom, 16. Super-G
- Dizin 2010: 4. Riesenslalom, 4. Super-G, 6. Super-Kombination, 7. Slalom

### Weltcup
- Zwei Platzierungen unter den besten zehn